# Cynthia Daignault
Cynthia Daignault (1978) és una pintora que viu i treballa a Brooklyn. Les seues obres solen ser descrites com rigoroses i intenses. Daignault també és escriptora, música i curadora.

## Biografia
Daignault nasqué i va créixer a Baltimore, Maryland. Assistí a la Universitat Stanford i es graduà amb distincions i honors i un Bachelor of Arts. En compte de fer un Màster de Belles Arts com molts pintors estatunidencs solen fer, Daignault elegí treballar amb artistes ja establits, incloent Kara Walker i seguí un model de mentoria més tradicional.
Daignault té un gran respecte per la tradició de la pintura, així i tota la seua obra presenta evidència de tindre un sentit modern, segons el Modern Art Museum of Fort Worth. El seu procés a l'hora de pintar depèn menys del realisme visual exacte que en les idees i els sentiments. Daignault treballa amb la llum i el temps i té la pretensió d'obtenir un significat universal. Sent que els objectes pintats són com «poesia de paraules concretes» i ha sigut anomenada «una poeta d'una pintora» per the New Yorker. Sovint, les seues obres existeixen en la divisió entre l'abstracció i la figuració.
Les pintures de Daignault solen estar fetes en sèries. L'obra I love you more than one more day (2013) consisteix en 365 llenços petits a l'oli. Aquesta peça fou descrita com una obra lírica i que existeix a la «vora de la transcendència».
Daignault es dedicà durant uns anys a pintar sola als boscos. Ha dit que l'experiència reforçà la seua resolució com a artista i que pintar és la "seua pràctica de vida".